# ماتي بيرسون
ماتي بيرسون (بالإنجليزية: Matty Pearson)‏ هو لاعب كرة قدم بريطاني في مركز الدفاع، ولد في 3 أغسطس 1993 في كيثلي ‏ في المملكة المتحدة. شارك مع منتخب إنجلترا تحت 18 سنة لكرة القدم. أما مع النوادي، فقد لعب مع بلاكبيرن روفرز ونادي أكرينغتون ستانلي ونادي روتشديل ونادي لوتون تاون ونادي لينكولن سيتي.

## وصلات خارجية
- ماتي بيرسون على موقع قاعدة بيانات كرة القدم.إي يو (الإنجليزية)
- ماتي بيرسون على موقع Soccerbase.com (لاعب) (الإنجليزية)
- ماتي بيرسون على موقع Soccerway.com (الإنجليزية)
- ماتي بيرسون على موقع عالم كرة القدم.نت (الإنجليزية)